# Manuel "Manolo" Rodríguez
Manuel Rodríguez Torra (Cayo Hueso, Florida, Estados Unidos, 20 de julio de 1899-¿?) fue un futbolista, árbitro y entrenador costarricense que jugó como portero.

## Selección nacional
Fue parte de la selección de Costa Rica en el año 1921, disputándose los partidos de los Juegos Atléticos del Centenario de la Independencia de Centroamérica, en el que obtuvo el primer título en la historia de la selección de Costa Rica en el país de Guatemala.
Disputó la competición de los Juegos Centroamericanos y del Caribe 1930, fungió como jugador y capitán general (entrenador), la competición finalizó con el segundo lugar.

#### Participaciones internacionales
| Competición                               | Sede      | Resultado  | Partidos | Goles |
| ----------------------------------------- | --------- | ---------- | -------- | ----- |
| Juegos Atléticos del Centenario           | Guatemala | Campeón    | 2        | -0    |
| Juegos Centroamericanos y del Caribe 1930 | Cuba      | Subcampeón | 2        | -2    |

## Clubes
| Club              | País       | Año       |
| ----------------- | ---------- | --------- |
| C. S. La Libertad | Costa Rica | 1921-1930 |

## Palmarés

### Títulos nacionales

#### Como jugador
| Título                         | Equipo                 | País       | Año  |
| ------------------------------ | ---------------------- | ---------- | ---- |
| Primera División de Costa Rica | Club Sport La Libertad | Costa Rica | 1925 |
| Torneo de Copa de Costa Rica   | Club Sport La Libertad | Costa Rica | 1925 |
| Primera División de Costa Rica | Club Sport La Libertad | Costa Rica | 1926 |
| Primera División de Costa Rica | Club Sport La Libertad | Costa Rica | 1929 |
| Torneo de Copa de Costa Rica   | Club Sport La Libertad | Costa Rica | 1929 |

### Títulos internacionales

#### Como jugador
| Título                                                               | Equipo                  | País      | Año  |
| -------------------------------------------------------------------- | ----------------------- | --------- | ---- |
| Juegos Atléticos del Centenario de la Independencia de Centroamérica | Selección de Costa Rica | Guatemala | 1921 |